# Howeitat

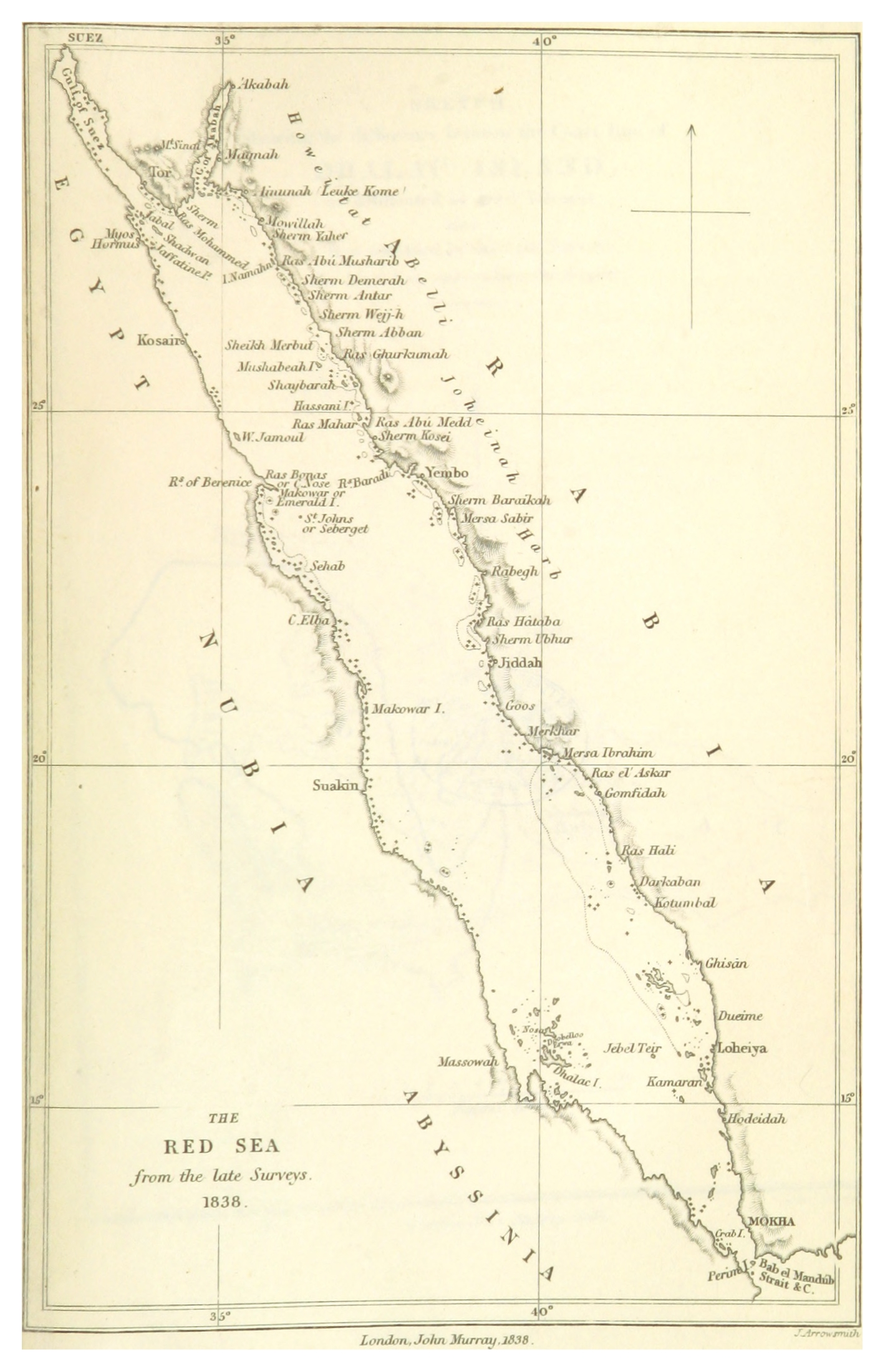
Verbreitungsgebiet der Howeitat um 1838

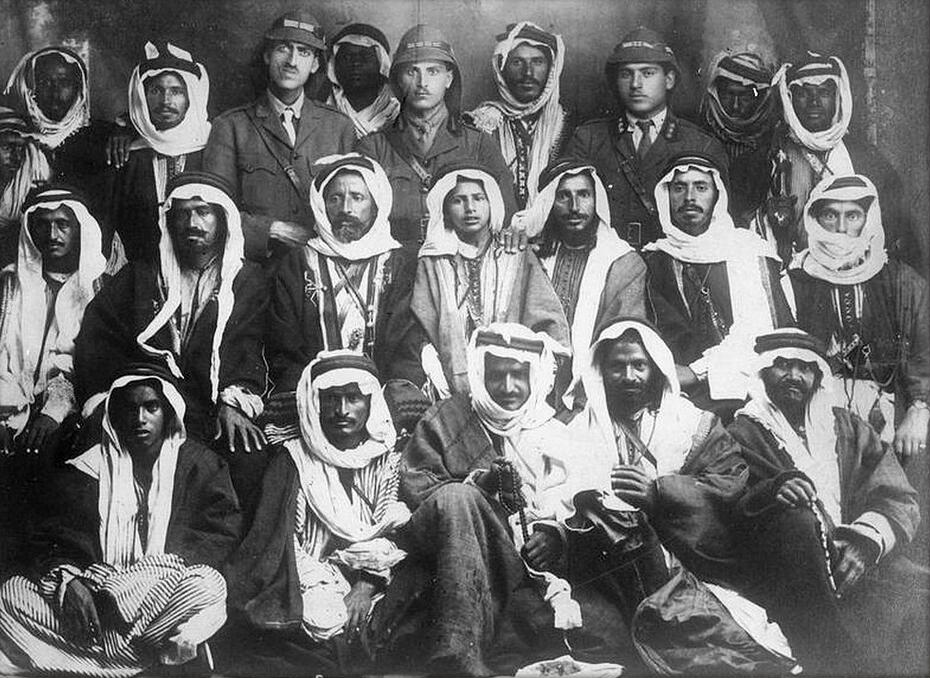
Auda Abu Tayi mit einer Gruppe von Offizieren der Arabischen Armee und den Scheichs und Stammesältesten 1916

Die Howeitat (arabisch الحويطات, DMG al-Ḥuwaiṭāt) sind ein großer Stammesverband auf dem Gebiet des heutigen Jordanien und Saudi-Arabien. Die Howeitat bestehen aus mehreren Stämmen, beispielsweise die Ibn Jazi, die Abu Tayi, die Anjaddat und die Suleimanniyin.
Die Howeitat haben in der Vergangenheit viele Soldaten der Saudi-Arabischen Nationalgarde und der Jordanischen Streitkräfte gestellt. Sie  besitzen viel Land um Wadi Rum bis hinein nach Saudi-Arabien.

## Geschichte
Die Howeitat führen ihre Abstammung auf einen einzelnen Vorfahren, einen Ägypter namens Howeit, zurück. Kamal Salibi zufolge könnte ihre Anwesenheit in der Region jedoch auf das 18. Jahrhundert zurückgehen, als die Stämme der nordarabischen Wüste durch die Expansion der mit den Wahhabiten assoziierten Beduinen Zentralarabiens nach Norden gedrängt wurden; gegen Ende des 18. Jahrhunderts erhoben die Howeitat bereits Anspruch auf Gebiete um Akaba und nach Norden.
Etwa im 18. Jahrhundert wurden sie durch die Expansion der wahhabitischen Stämme Zentralarabiens nach Norden gedrängt. Ende des 18. Jahrhunderts lebten die Howeitat bereits um Akaba und nördlich davon. Ein Teil begann zu siedeln und betrieb Landwirtschaft und Pastoralismus. Aber Anfang des 20. Jahrhunderts wurden sie wieder zu Nomaden, weil zwei rivalisierende Scheichs, Abtan Ibn Jazi und Auda Abu Tayi, sich auf Beutezüge, Schutzgeld und Kamelzucht konzentrierten.
Der Abu-Tayi-Zweig des Stammes unterstützte die Haschimiten während der Arabischen Revolte, bei dem sie einen wichtigen Teil von Faisals Streitkräften bildeten. Auda abu Tayi war in der Lage, eine Truppe von Beduinenstämmen zusammenzustellen die bereit waren, unter der Fahne von Prinz Feisal bin Hussein auf Akaba zu marschieren. Der Ibn-Jazi-Zweig des Stammes blieb dem Osmanischen Reich gegenüber loyal; ihr Anführer Hamad ibn Jazi wurde Anfang 1917 vom Reich ausgezeichnet.

### Rolle während des arabischen Aufstands
Auda abu Tayi, Oberhaupt des Howeitat-Stammes, leistet König Faisal 1917 die Treue.
Der Abu-Tayi-Zweig des Stammes unterstützte die haschemitische Sache während der arabischen Revolte, in der sie einen wichtigen Teil von Faisals Streitkräften bildeten; Auda abu Tayi war in der Lage, eine Truppe von Beduinenstämmen zusammenzustellen, die bereit waren, unter dem Banner von Prinz Feisal bin Hussein auf Akaba zu marschieren. Der Ibn-Jazi-Zweig des Stammes blieb dem Osmanischen Reich gegenüber loyal; ihr Anführer Hamad ibn Jazi wurde Anfang 1917 vom Kaiserreich ausgezeichnet.
Im Jahr 1938 wurde der Stamm der Howaitat in Transjordanien auf etwa 1.000 Zelte geschätzt. Sie lebten in der Region Ma'an und Akaba, in der Gegend von Tafilah und im Gebiet von Ash-Sher'ah in Edom.

## Heutiger Status und saudische Vertreibung
Heute hat der Stamm der Howeitat seine nomadische Lebensweise weitgehend aufgegeben und sich in Dörfern niedergelassen.
Die Pläne zum Bau von NEOM sehen die Zwangsumsiedlung von ca. 20.000 alteingesessenen Beduinen vor; viele protestierten gegen das Vorhaben. Medien berichten von Zwangsumsiedlung, immer mehr Stammesangehörige setzten sich gegen die Pläne zur Wehr. Die saudische Menschenrechtsorganisation Alqst berichtet von mehreren Verhaftungen von Stammesmitgliedern, die sich weigerten, ihre Häuser zu verlassen.
Im Mai 2023 verurteilte die saudi-arabische Regierung sechs Mitglieder des Stammes der Howeitat wegen ihres Widerstands gegen die geplanten Neom-Siedlungsprojekte wegen Terrorismus. Drei der Verurteilten empfingen die Todesstrafe, während die anderen drei zu Haftstrafen zwischen 27 und 50 Jahren verurteilt wurden. UN-Sonderberichterstatter, die im Auftrag des Amtes des Hohen Kommissars der Vereinten Nationen für Menschenrechte tätig sind, bestreiten die Richtigkeit der Anklagen und der Verurteilung und erklären, dass die Männer „wegen Widerstands gegen Zwangsräumungen“ verhaftet wurden, und behaupten, dass die Inhaftierten gefoltert wurden.